# 中村彰 (俳優)
中村 彰（なかむら あきら、1916年4月7日 - 1969年12月9日）は、日本の俳優である。本名同じ。

## 人物・来歴

### 誕生・帝大時代
1916年（大正5年）4月7日、東京府北多摩郡巣鴨村大字池袋（現在の東京都豊島区池袋）に、成蹊学園の創設者である中村春二の五男として生まれる。
1929年（昭和4年）、東京高師附属小学校（現在の筑波大附属小）、1934年（昭和9年）に東京高師附属中学校（現在の筑波大学附属中学校・高等学校）を卒業。同級生には澄田智（第25代日本銀行総裁）がいた。旧制第一高等学校（1950年廃止）を経て、東京帝国大学（現在の東京大学）文学部美学科へ進学し、父・春二とほぼ同じ学校歴をたどる。

### 学士俳優として
東京帝国大学在学中から、後に映画監督となる家城巳代治や堀川弘通、同じく後に映画評論家として活躍する登川直樹や清水晶と交流し、1940年（昭和15年）、大学を卒業と同時に東宝に入社した。同年、今井正監督『女の街』で俳優としてデビューする。戦前においては帝国大学出身者のみが「学士」と呼ばれており、東京帝国大学出身の中村彰は、正真正銘の学士俳優第一号として話題となった。
戦時中は学士俳優として良家の紳士役やインテリ青年をおもに演じたが、戦後、新東宝に移籍してからはさまざまなジャンルの映画に出演した。1961年（昭和36年）の新東宝倒産後は徐々に俳優としての仕事を減らしていき、間も無く引退。晩年は成蹊大学図書館に勤務しながら成蹊学園史を執筆していた。
1969年（昭和44年）12月9日、同史執筆中に心臓を病み、急逝した。満53歳没。

## 出演作品
※日本映画データベース参照

※キネマ旬報映画データベース参照

### 映画
1940年
- 『女の街』 : 東宝映画京都撮影所、今井正監督 - 光田
- 『二人の世界』 : 東宝映画東京撮影所、島津保次郎監督 - 長男正
- 『燃ゆる大空』 : 東宝映画東京撮影所＝映画科学研究所、阿部豊監督 - 戦闘隊

1941年
- 『指導物語』 : 東宝映画東京撮影所、熊谷久虎監督 - 機関員の兵士・草野淳
- 『八十八年目の太陽』 : 東宝映画東京撮影所、滝沢英輔監督 - 岐多啓作

1942年
- 『青春の気流』 : 東宝映画、伏水修監督 - その弟・章
- 『砂丘』 : 東宝映画文化映画部、下村健二監督
- 『ハワイ・マレー沖海戦』 : 東宝映画、山本嘉次郎監督 - 立花忠明[4]

1943年
- 『ハナ子さん』 : 東宝映画、マキノ正博監督
- 『姿三四郎』 : 東宝映画、黒澤明監督 - 新関虎之助
- 『誓ひの合唱』 : 東宝映画＝満映、島津保次郎監督
- 『若き姿』 : 朝鮮映画、豊田四郎監督

1944年
- 『加藤隼戦闘隊』 : 東宝、山本嘉次郎監督

1947年
- 『東宝千一夜』 : 新東宝映画、市川崑監督 - 中村君
- 『誰か夢なき』 : 新東宝映画、渡辺邦男監督 - 三田野

1948年
- 『大学の門』 : 新東宝映画、佐藤武監督 - 松崎勇作
- 『黒馬の団七』 : 新東宝映画、稲垣浩監督
- 『向う三軒両隣り 白百合の巻』 : 新東宝、渡辺邦男監督 - 登美の兄・辰夫

1949年
- 『流星』 : 新東宝、阿部豊監督 - 三島
- 『鍋島怪猫伝』 : 新東宝、渡辺邦男監督 - 丹波守

1950年
- 『海のGメン 玄界灘の狼』 : 新東宝、志村敏夫監督 - 高木俊郎

1953年
- 『親馬鹿花合戦』 : 新東宝、渡辺邦男監督 - 用度課長
- 『アチャコ青春手帳第四話 めでたく結婚の巻』 : 新東宝＝吉本興業、井上梅次監督 - 英男
- 『刺青殺人事件』 : 新東宝、森一生監督 - 刑事
- 『さすらひの湖畔』 : 新東宝、渡辺邦男監督 - 宇津木
- 『新越後情話』 : 新東宝、石山稔監督 - 新二
- 『太平洋の鷲』 : 東宝、本多猪四郎監督 - 戦闘機分隊長[4]
- 『若さま侍捕物帳 恐怖の折り鶴』 : 新東宝、並木鏡太郎監督 - 伊之助

1954年
- 『大阪の宿』 : 新東宝、五所平之助監督 - おりかの男

1955年
- 『隠密若衆』 : 新東宝、渡辺邦男監督 - 徳川吉宗
- 『のんき裁判』 : 新東宝、渡辺邦男監督 - 書記
- 『たそがれ酒場』 : 新東宝、内田吐夢監督 - 多賀

1956年
- 『検事とその妹』 : 新東宝、古賀聖人監督 - 芝野貞雄
- 『怨霊佐倉大騒動』 : 新東宝、渡辺邦男監督 - 池浦主計
- 『勤王? 佐幕? 女人曼陀羅（二部作）』 : 新東宝、渡辺邦男監督 - 徳川斉昭
- 『軍神山本元帥と連合艦隊』 : 新東宝、志村敏夫監督 - 渡部参謀
- 『剣豪相馬武勇伝 檜山大騒動』 : 新東宝、山田達雄監督 - 土佐守信明
- 『鬼姫競艶録』 : 新東宝、渡辺邦男監督 - 宗春
- 『妖雲里見快挙伝』 : 新東宝、渡辺邦男監督 - 足利成氏

1957年
- 『妖雲里見快挙伝 解決篇』 : 新東宝、渡辺邦男監督 - 足利成氏
- 『雪国』 : 東宝、豊田四郎監督 - 行男
- 『明治天皇と日露大戦争』 : 新東宝、渡辺邦男監督 - 伊東祐亨海軍大将
- 『剣聖暁の三十六人斬り』 : 新東宝、山田達雄監督 - 河田勇之進
- 『毒婦夜嵐お絹と天人お玉』 : 新東宝、並木鏡太郎監督 - 松平伯耆守
- 『怪談かさねが渕』 : 新東宝、中川信夫監督 - 深見新左衛門
- 『修羅八荒』 : 新東宝、渡辺邦男監督 - 安藤主計
- 『美男剣競録』 : 新東宝、赤坂長義監督 - 矢島修理亮
- 『続・若君漫遊記 金毘羅利生剣』 : 新東宝、加戸野五郎監督 - 番頭茂兵衛
- スーパー・ジャイアンツ : 新東宝、石井輝男監督 - 深見博士
  - 『鋼鉄の巨人 怪星人の魔城』
  - 『鋼鉄の巨人 地球滅亡寸前』
- 『天下の鬼夜叉姫』 : 新東宝、毛利正樹監督 - 脇坂肥後守
- 『ひばりの三役 競艶雪之丞変化』 : 新東宝、渡辺邦男監督 - 脇田一松斎
- 『将軍家光と天下の彦左』 :　新東宝、中川信夫監督 - 朝倉筑後守

1958年
- 『稲妻奉行』 : 新東宝、山田達雄監督 - 坪内駿河守
- 『関八州喧嘩陣』 : 新東宝、毛利正樹監督 - 中山誠一郎
- 『毒婦高橋お伝』 : 新東宝、中川信夫監督 - 古賀陣十郎
- 『天皇・皇后と日清戦争』 : 新東宝、並木鏡太郎監督 - 石黒忠悳
- 『楠公二代誠忠録』 : 新東宝、小野田正彦監督 - 後村上天皇
- 『女体棧橋』 - 新東宝、石井輝男監督 - 斎藤
- 『スーパージャイアンツ 宇宙怪人出現』 : 新東宝、三輪彰監督 - 桜井博士
- 『天下の副将軍 水戸漫遊記』 : 新東宝、中川信夫監督 - 片桐定政
- 『スター毒殺事件』 : 新東宝、赤坂長義監督 - 木戸監督
- 『朱桜判官』 : 新東宝、加戸野五郎監督 - 笹山紋十郎
- 『怪談乳房榎』 : 新東宝、加戸野五郎監督 - 菱川重信
- 『憲兵と幽霊』 : 新東宝、中川信夫監督 - 小森憲兵中佐
- 『白線秘密地帯』 : 新東宝、石井輝男監督 - 捜査主事
- 『毒蛇のお蘭』 : 新東宝、加戸野五郎監督 - 和田刑事
- 『重臣と青年将校 陸海軍流血史』 : 新東宝、土居通芳監督 - 荒木貞夫

1959年
- 『殺人犯 七つの顔』 : 新東宝、三輪彰監督 - 大島社長

1961年
- 『「粘土のお面」より かあちゃん』 : 新東宝、中川信夫監督 - 教頭先生
- 『東京の夜は泣いている』 : 新東宝映画、曲谷守平監督 - 滝正哉の父・正人
- 『胎動期 私たちは天使じゃない』 : 新東宝映画、三輪彰監督 - 医科部長
- 『狂熱の果て』 : 佐川プロ、山際永三監督 - ミチの父親

1962年
- 『悲しみはいつも母に』 : 大映、中川信夫監督 - 園田千秋の父・秋彦

## 註
1. 1 2 3 4 5 6 7  『日本映画人名事典・男優篇 下巻』、キネマ旬報社、1996年、p.302.
2. ↑  中村彰、日本映画データベース、2010年4月12日閲覧。
3. ↑  中村彰、キネマ旬報映画データベース、2010年4月12日閲覧。
4. 1 2  東宝特撮映画全史 1983, p. 535, 「主要特撮作品配役リスト」